# HNK Suhopolje
HNK Suhopolje  je nogometni klub iz Suhopolja.

## Povijest
U Suhopolju je 1912. godine osnovan nogometni klub pod imenom Olimpija koji djeluje do 1916. godine.
1923. godine osnovan je klub pod imenom Tomislav, koji djeluje do 1942. godine. 1948. godine osnovan je klub Mladost, koji nakon spajanja sa SD Partizan 1958. godine mijenja ime u Partizan, 1991. godine mijenja ime u PIK Mladost, a 1992. godine nakon što je priključena športska satnija 127. brigade mijenja ime u NK Mladost 127 Suhopolje. S imenom Mladost 127 ostvareni su najveći uspjesi te je klub 4 sezone igrao u 1.hrvatskoj nogometnoj ligi. 
Godine 2000. NK Mladost 127 je bankrotirao i konačno 2001. godine klub mijenja ime u Hrvatski nogometni klub Suhopolje.

## Poznati igrači
- Antun Marković[1]

## Vanjske poveznice
- Općina Suhopolje: sportske udruge
- Zlatko Ćurik: "100 godina sporta u Suhopolju (1908. – 2008.)", 2008., ISBN 9789539995230